# Ірина Македонська
Свята Ірина Македонська (англ. Saint Irene, I—II ст.) — ранньо-християнська свята діва, мучениця. Була охрещена одним з учнів апостола Павла.
Свята Ірина була донькою македонського князя. Один із учнів св. апостола Павла охрестив її. Згодом вона навернула до християнської віри також своїх батьків. Своє побожне життя Ірина закінчила як Богові посвячена дівиця, яка правдоподібно прославила Господа мученицькою смертю.

## Життєпис
Православна церква 18 травня за н. ст. святкує молитовну пам'ять св. великомучениці Ірини. Вона жила в І-II столітті. Багато християнських жінок і дівчат з того часу носять це ім'я. До хрещення св. Ірина носила поганське ім'я Пенелопа. Вона була дочкою правителя Лікінія з міста Мігдонії. Будучи начальником міста, батько побудував там для своєї дочки Пенелопи розкішний палац, де вона проживала зі своєю вихователькою Карією. Їх оточували поганські слуги і раби. Пенелопа мала власного наставника і вчителя на ім'я Апеліан, який навчав її різних наук. Апеліан був християнином і часто під час навчання розповідав Пенелопі про Христа Спасителя, християнське вчення, християнські настанови і доброзичливість. Коли Пенелопа стала дорослою, батьки стали думати про її шлюб.
В той час Господь послав дівчині чудесне явлення. В кімнаті, де вона жила, явилися три птахи: голуб із маслиновою гілкою, орел із вінком і ворон зі змією. 
Вчитель Апеліан пояснив це диво так. Голуб означає доброчинність дівчини, смирення, лагідність, цнотливість. Маслинова галузка означає благодать Божу, отриману під час таїнства Хрещення, як нагороду від Господа. Змія, принесена вороном, означає диявола, який ополчиться і буде приносити дівчині скорботи, смуток і гоніння. В кінці розмови Апеліан сказав, що Господь бажає бачити її Своєю нареченою, і що вона перенесе багато страждань за свого Небесного Жениха. Після цього Пенелопа відмовилася вступати в шлюб, прийняла Хрещення з рук апостола Тимофія, учня апостола Павла, і була названа Іриною.
Прийнявши хрещення, Ірина стала переконувати своїх батьків прийняти християнську віру. Рідна мати дуже раділа тому, що дочка стала християнкою. Батько спочатку не боронив дочці бути християнкою, але з часом почав вимагати від дочки, щоб вона поклонялася і поганським богам. Коли свята Ірина рішуче відмовилася від цього, то розгніваний батько Лікіній наказав зв'язати дочку і кинути її під ноги сполоханим коням. Але коні відразу зупинилися. А один кінь кинувся на Лікінія, схопив його зубами за праву руку, вирвав її з плеча, а самого Лікінія почав топтати копитами. Тоді дівчину розв'язали, і за її молитвами Лікіній, в присутності очевидців, став здоровим.
Побачивши таке чудо, Лікіній з дружиною і людьми, числом близько 3000 чоловік, увірували в Христа і відреклися від поганських богів. Лікіній поселився в палаці своєї дочки і посвятив себе служінню Господу Богу. А свята Ірина далі проповідувала вчення Христового Євангелія серед поган і навертала їх на дорогу спасіння. Вона жила в будинку свого вчителя Апеліана.
Новий правитель міста Седекій, дізнавшись про це, заборонив їй проповідувати вчення Євангелія, а коли св. Ірина відмовилася виконувати наказ правителя, то її кинули в рів, де кишіли отруйні змії і скорпіони. Десять днів свята сповідниця перебувала в рові і залишилась неушкодженою. Святий ангел охороняв її життя і приносив їй поживу. Це чудо правитель назвав чарівництвом і наказав розрізати св. Ірину пилою начетверо, але пилки одна за одною ламалися. Нарешті від четвертої пили тіло покрилося кров'ю. Тоді Седекій з насмішкою сказав: «Де ж твій Бог, коли в Нього є сила, нехай Він допоможе тобі». Несподівано здійнялася буря, почалася страшна злива, багато поган увірувало в Христа, народ повстав проти мучителя.
Твердість віри Ірини і її терпіння навернули близько 11 тисяч людей до Христа в її рідному місті Мигдонії, а після цього вона пішла з проповіддю в місто Калліуполь, і далі в Ефес. В місті Ефесі Господь відкрив їй, що наблизився час її кончини. Вона в супроводі свого вчителя, старця Апеліана, та інших християн пішла за місто в гірські печери. Ознаменувавши себе хрестом, свята Ірина увійшла в одну з печер і вхід в печеру закрили. Коли на четвертий день християни ввійшли в печеру, то тіла святої Ірини там не знайшли. Видно, що Сам Господь возніс її на небо.